# Primera entrada en Madrid del archiduque Carlos
La primera entrada del Archiduque Carlos en Madrid se produjo a finales de junio de 1706 en el contexto de la guerra de sucesión española (1701-1714). Fue el resultado de una ofensiva de los ejércitos de la Gran Alianza, que apoyaba al Archiduque Carlos en su reclamación del trono de la Monarquía Hispánica frente a Felipe V de Borbón, que había sido el designado como sucesor por Carlos II de España en el testamento (auspiciado por el diplomático francés Harcourt) que dictó Carlos II un mes antes de su muerte, que tuvo lugar en noviembre de 1700. La ofensiva partió de Portugal y del Principado de Cataluña en cuya capital, Barcelona, Carlos III de España —como habían proclamado al archiduque sus partidarios austracistas— había fijado su corte. Sin embargo, como ocurriría cuatro años después en la segunda entrada en Madrid del Archiduque Carlos, su estancia en la capital de la Monarquía Católica fue muy corta debido a la falta de apoyos y a la hostilidad con la que se encontró. El 2 de julio el Archiduque fue proclamado rey y un mes después abandonaba la capital en dirección a Valencia. El 3 de agosto de 1706 entraban de nuevo en Madrid las tropas borbónicas y con ellas Felipe V, que había abandonado Madrid junto con su corte el 21 de junio ante la inminente llegada del ejército aliado.

## Ofensiva aliada sobre Madrid
Tras el triunfo austracista en el Principado de Cataluña y en el Reino de Valencia en los meses finales de 1705 y después de conseguir levantar el sitio de Barcelona en la primavera de 1706, los aliados se fijaron como prioridad entrar en Madrid. El 24 de mayo Carlos III el Archiduque proclamaba su firme decisión de «adelantarnos, cuanto antes, hacia nuestra real silla de Madrid, para acabar con las calamidades y desastres de la presente guerra», ordenando a continuación a las autoridades y a sus vasallos que «al presente se hallan en el continente de España nos reconozcan por su legítimo rey y señor natural», y comprometiéndose además a «procurar la restauración y el seguro goce de su libertad, fueros y privilegios atropellados en todas partes del usurpador de nuestra corona». Intentaba así alcanzar el objetivo que proclamaba un impreso de Barcelona:

Carlos Tercero es rey Verdadero
de toda España, que empieza a Reinar
en Cataluña
y España empuña,
contra los Gallos [los franceses], que quieren cantar.

La ofensiva sobre Madrid se realizó por dos ejércitos aliados que se unieron en Guadalajara para lanzarse sobre Madrid. El primero, encabezado por el propio Archiduque Carlos y al mando del conde de Peterborough, salió de Cataluña y ocupó el reino de Aragón siendo proclamado el Archiduque como su rey en Zaragoza el 26 de junio después de comprometerse a respetar sus fueros. El segundo partió de Portugal al mando del marqués de las Minas y del conde de Galway y tomó Alcántara y Ciudad Rodrigo. Al conocer el avance de los ejércitos aliados, Felipe V, la reina y la corte abandonaron la capital el 21 de junio, por lo que la entrada del Archiduque en Madrid, que tuvo lugar a finales de junio, se produjo sin entablar ningún combate.

### Carlos IIIen Madrid
El 2 de julio de 1706 el Archiduque era proclamado rey de España con el título de Carlos III y en Toledo el cardenal Portocarrero celebró un Te Deum en su honor en la catedral, a pesar de que meses antes había pedido la obediencia de los eclesiásticos a Felipe V, al que llamó «rey perfecto y amable» destinado a impedir «el dominio miserable de las tinieblas sobre el reino de la luz». Pero pronto el recién proclamado rey se percató de que su presencia en la Corona de Castilla levantaba muchos recelos, como lo demostró el hecho de que sólo nueve nobles titulados le prestaron obediencia —el conde de Oropesa, el conde de Haro, el conde de Erill, el conde de Foncalada, el conde de Tendilla, el conde de Elda, el conde de Gálvez, el duque de Nájera, el marqués de Miraflores—, más tres notables —Juan Antonio Romeo, Manuel Ochoa de Aperregui y Juan Antonio de Alvarado— y quince miembros del alto clero. Sin embargo, muchos nobles no acudieron a jurarle fidelidad porque estaban a la expectativa de lo que fuera a ocurrir, como lo destacó después el felipista marqués de San Felipe:

Todos deseaban conservar su honra y, sin menoscabo de ella, muchos deseaban mudar de príncipe, más cansados ya de los franceses y de la princesa de los Ursinos que del rey. El temor mantuvo a muchos, y esto los preservó de declararse por los austríacos.

### Retirada del Archiduque y represalias contra los austracistas
Ante la falta de apoyos que encontró en Madrid, sumados a los problemas de abastecimiento de víveres para el ejército aliado, el Archiduque decidió abandonar Madrid a finales de julio para dirigirse a Valencia, pasando por Toledo, donde la reina-viuda Mariana de Neoburgo le dio su apoyo. «En su retirada, a punto estuvo de caer en poder de los enemigos, acompañado sólo por el conde de Althann y dos pajes, en un descuido inexplicable del marqués de las Minas».
El 3 de agosto Madrid volvía a estar en manos de los borbónicos, que se dedicaron durante tres días al saqueo y al robo de las casas de los acusados, con razón o sin ella, de ser austracistas, tal como relató un Memorial de la época:

Repartiéronse escuadras de soldados por diferentes calles..., a quienes seguía mucha plebe y en medio de que pareció que traían lista de los infidentes [sic] y que más habían sobresalido, no dejaron de padecer muchos inocentes, porque la plebe incitaba a los soldados a que entrasen en muchas casas acusando a sus dueños, con la facilidad que suele hacerlo la ignorancia y más cuando la mueve la codicia... Fueron muchas las casas que padecieron, siendo el saqueo que recibieron mucho mayor de la gentecilla de Madrid que de los soldados, porque éstos sólo tomaban plata o dinero, pero aquéllos desnudaban las paredes echando cuanto había por las ventanas.

A la violencia indiscriminada contra los austracistas le siguió la represión oficial. El 7 de agosto en la Plaza Mayor de Madrid fue quemado el pendón utilizado en la proclamación del Archiduque como Carlos III y un retrato suyo y Felipe V decretó la persecución, destierro y confiscación de los bienes de los partidarios del Archiduque.

## Consecuencias
El fracaso de la entrada del Archiduque en Madrid puso en evidencia, como destacó el marqués de San Felipe, «la fidelidad de los castellanos... desarmados y sin ejército que los sostuviese» a la causa borbónica, y también la inutilidad de ocupar Madrid sin dominar Castilla, porque de allí procedían los abastecimientos que el ejército aliado necesitaba para permanecer en la capital. Carlos III el Archiduque, según Joaquim Albareda, contaba con el impacto que tendría la conquista de Madrid en el conjunto de la Corona de Castilla pero esto falló completamente pues prácticamente ninguna ciudad castellana se proclamó a favor del Archiduque al conocerse su entrada en la capital. Por eso cuando llegó el ejército aliado a Valencia junto con el Archiduque, uno de sus ayudantes exclamó «Estamos en nuestra tierra», pues como destacó el Marqués de San Felipe «todo lo que le aborrecían las Castillas [al Archiduque], le amaban los reinos de la Corona de Aragón».